# Orăștie
Orăștie (pronunciació en romanès: [orəʃˈti.e] ; alemany: Broos, hongarès: Szászváros) és una ciutat del comtat de Hunedoara, al sud-oest de Transsilvània a Romania.

## Cultura

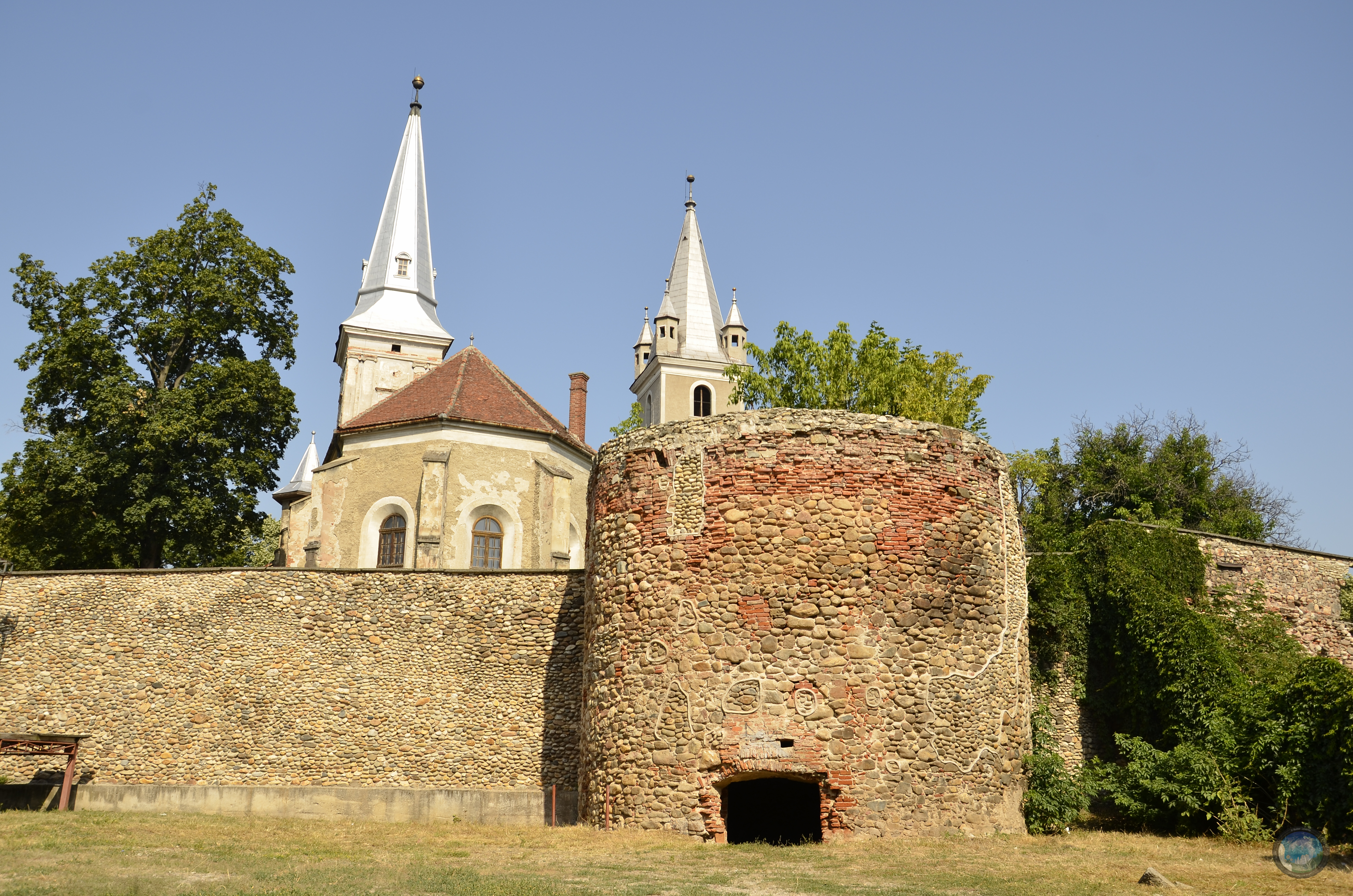
Església fortificada a Orăștie

Una església fortificada medieval a Orăștie es va construir cap al 1400 en estil gòtic sobre els fonaments de la basílica romànica més antiga. Entre el 1820 i el 1823 es va construir una nova església luterana al nord de l’antiga. Ambdues esglésies estan envoltades per una muralla.
La ciutat ja no té una població jueva activa, però la seva sinagoga històrica ha estat renovada pel municipi i s'utilitza com a Casa de Cultura.

## Personalitats
- Mihai Iacob (1933–2009), director de cinema i guionista
- Ernő Koch (1898-1970), artista gràfic
- Elizabeth Roboz Einstein (1904-1995), bioquímica i neurocientífica, jove d'Albert Einstein

## Galeria d'imatges

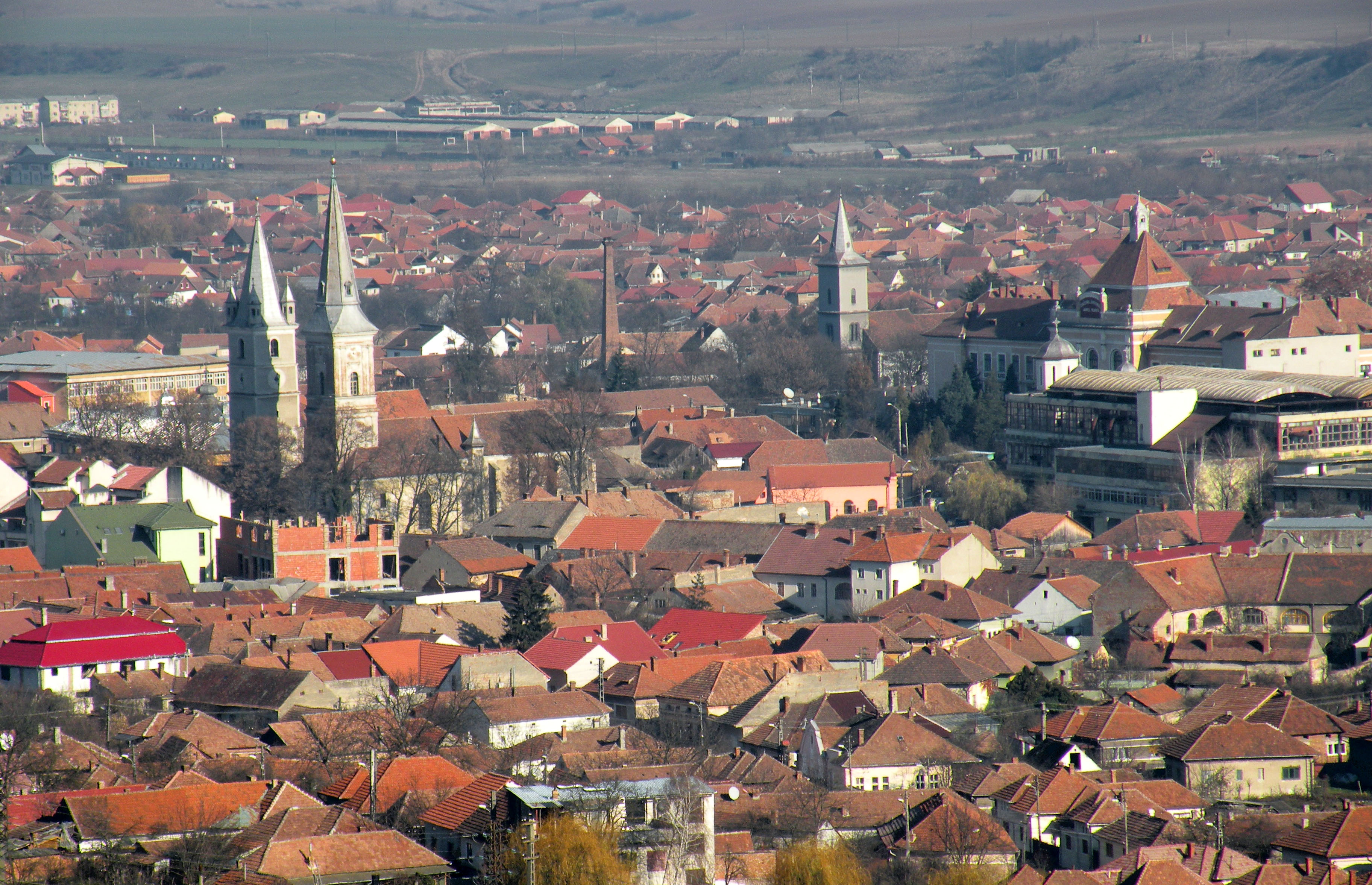
Vista des del turó "Dealu Mic"
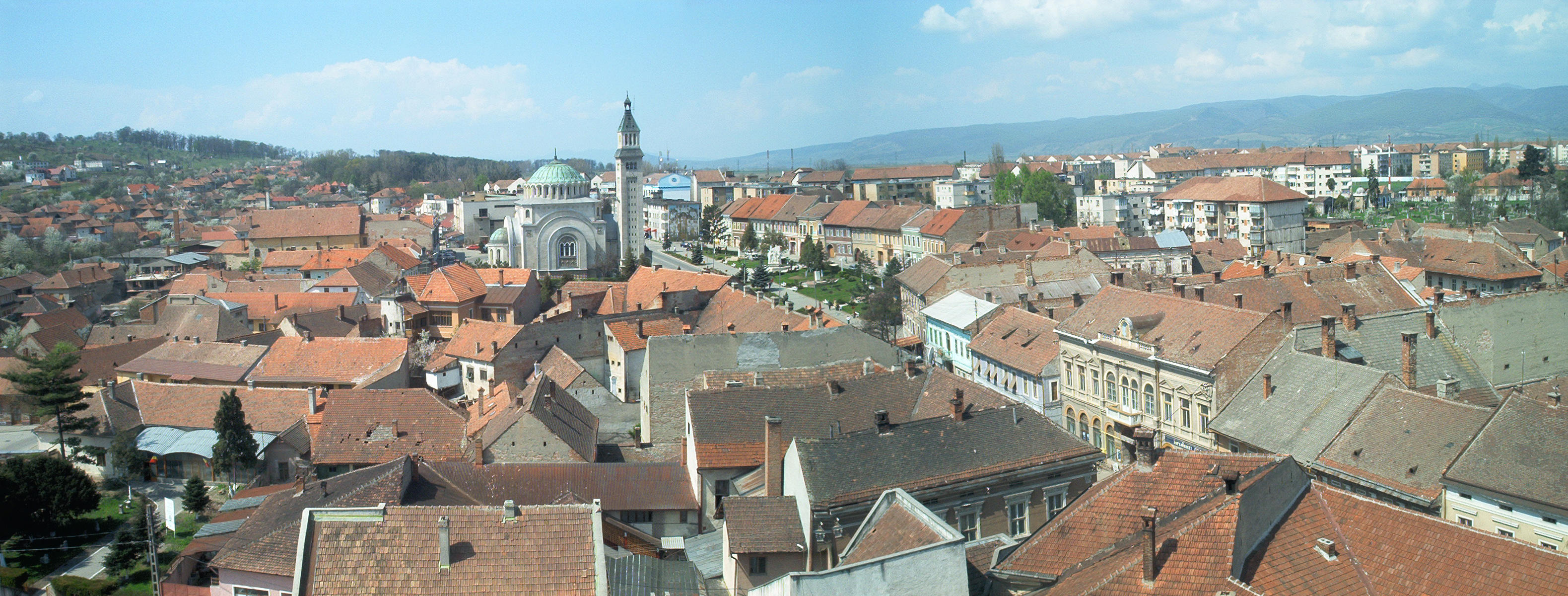
Foto extreta de la torre de l'església luterana